# 도쿠가와 요시토모 (오와리 도쿠가와가)
도쿠가와 요시토모(徳川義知, 1911년 5월 22일 ~ 1992년 4월 14일)는 일본 적십자사 상임이사를 지냈다. 오와리 도쿠가와 종가 제20대 당주. 아명은 고로타(五郎太).
| 전임 도쿠가와 요시치카 | 제20대 오와리 도쿠가와 종가 당주 1976년 ~ 1992년 | 후임 도쿠가와 요시노부 |